# Quirinus Harder
Quirinus Harder (* 1801; † 1880) war ein niederländischer Architekt. Er war Hauptkonstrukteur des bautechnischen Dienstes der niederländischen Schifffahrtsbehörde (Nederlandse Loodswezen) und konstruierte in deren Auftrag verschiedene Leuchttürme. Die von Harder entworfenen Leuchttürme bestanden nahezu alle aus Gusseisen, dessen Gebrauch im Leuchtturmbau in den Niederlanden durch ihn eingeführt wurde. Viele von ihnen stehen heute als Rijksmonument unter Denkmalschutz.

## Von Harder entworfene Leuchttürme
- 1863: Leuchtturm Eierland auf Texel
- 1866: Leuchtturm Nieuwe Sluis bei Breskens
- 1875: Leuchtturm Westkapelle (Oberfeuer)
- 1875: Leuchtturm von Scheveningen
- 1876: Leuchtturm Vuurduin von Vlieland (oberer Teil des Kleinen Leuchtturms von IJmuiden)
- 1877: Leuchtturm Lange Jaap von Den Helder
- 1878: Leuchttürme von IJmuiden
- 1880: Leuchtturm von Ameland (Bornrif)

## Bilder zu Harders Leuchttürmen

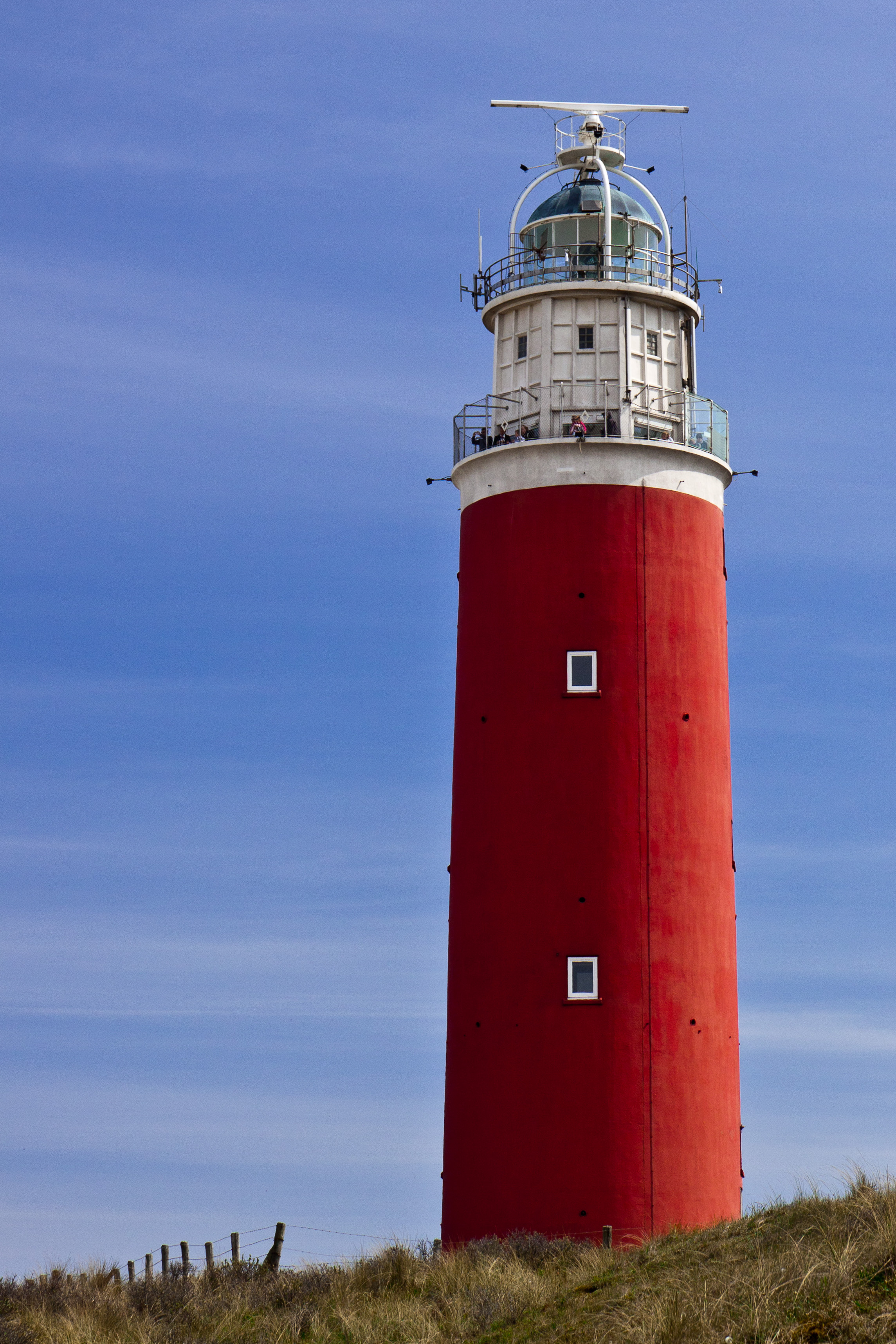
Leuchtturm Eierland
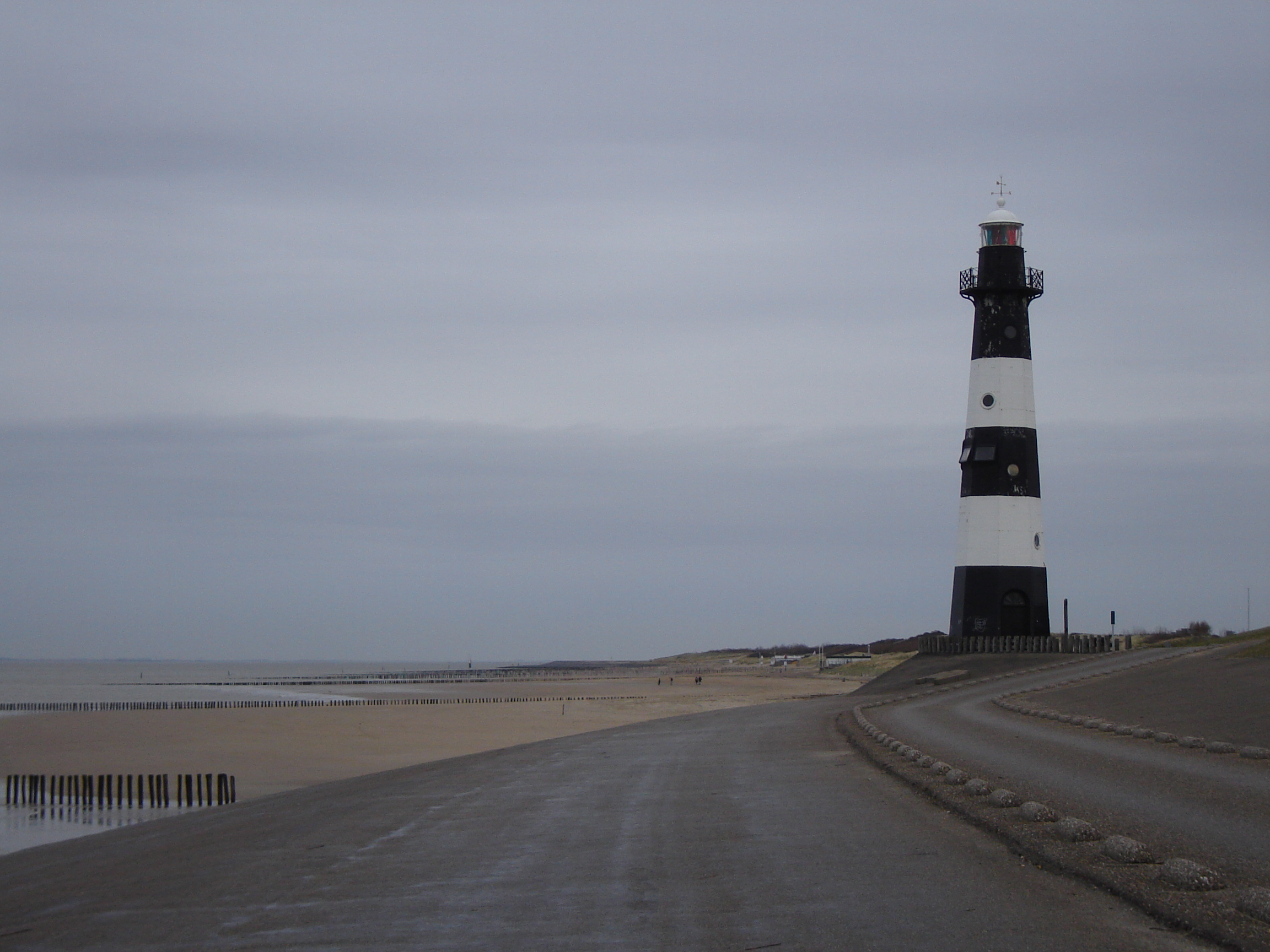
Leuchtturm von Breskens
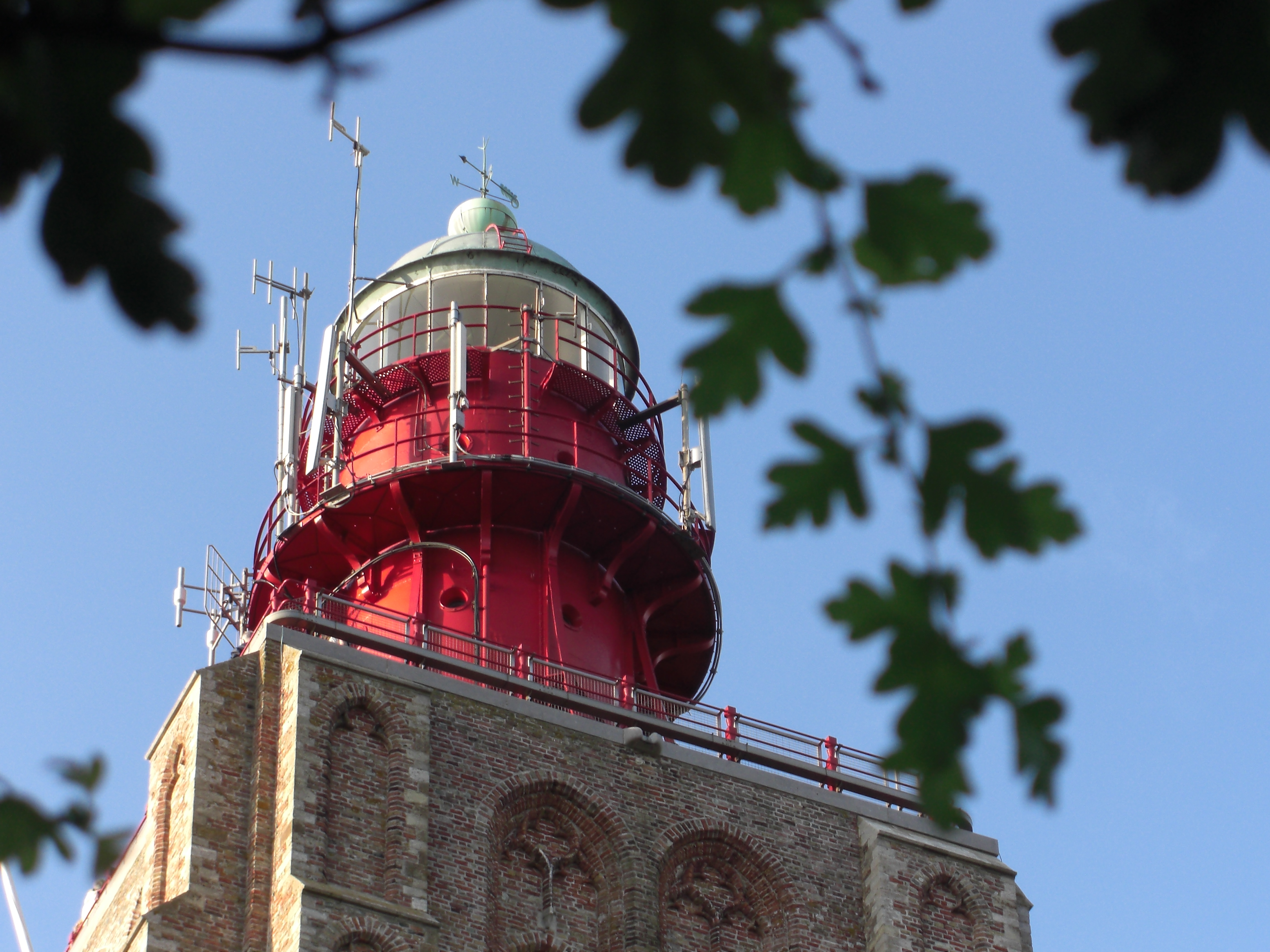
Leuchtturm Westkapelle
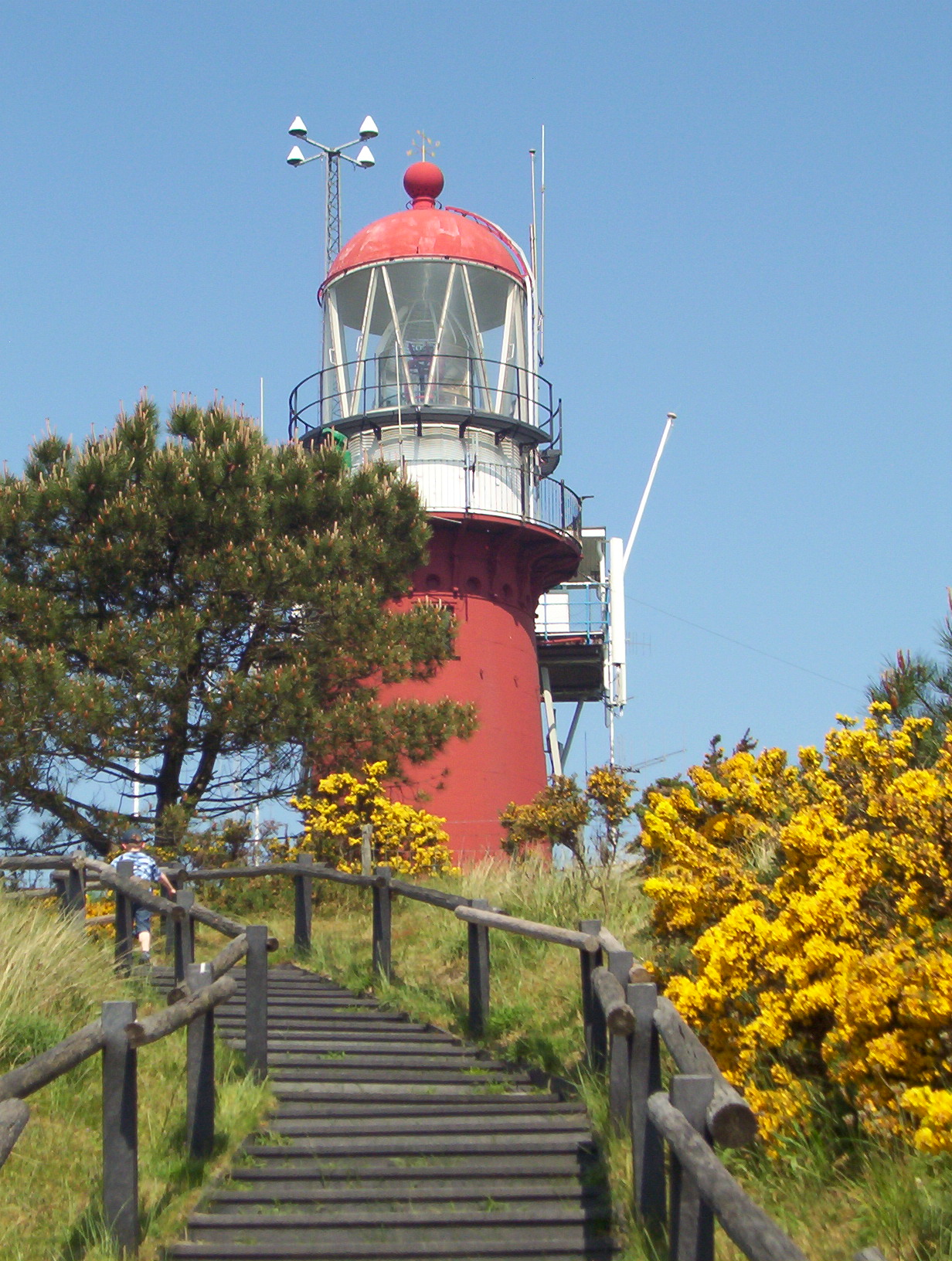
Vuurduin (Vlieland)
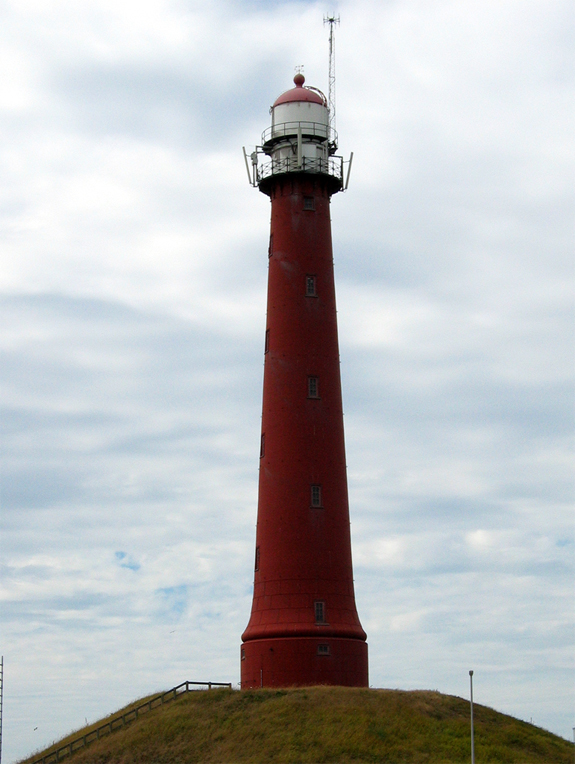
Leuchtturm IJmuiden
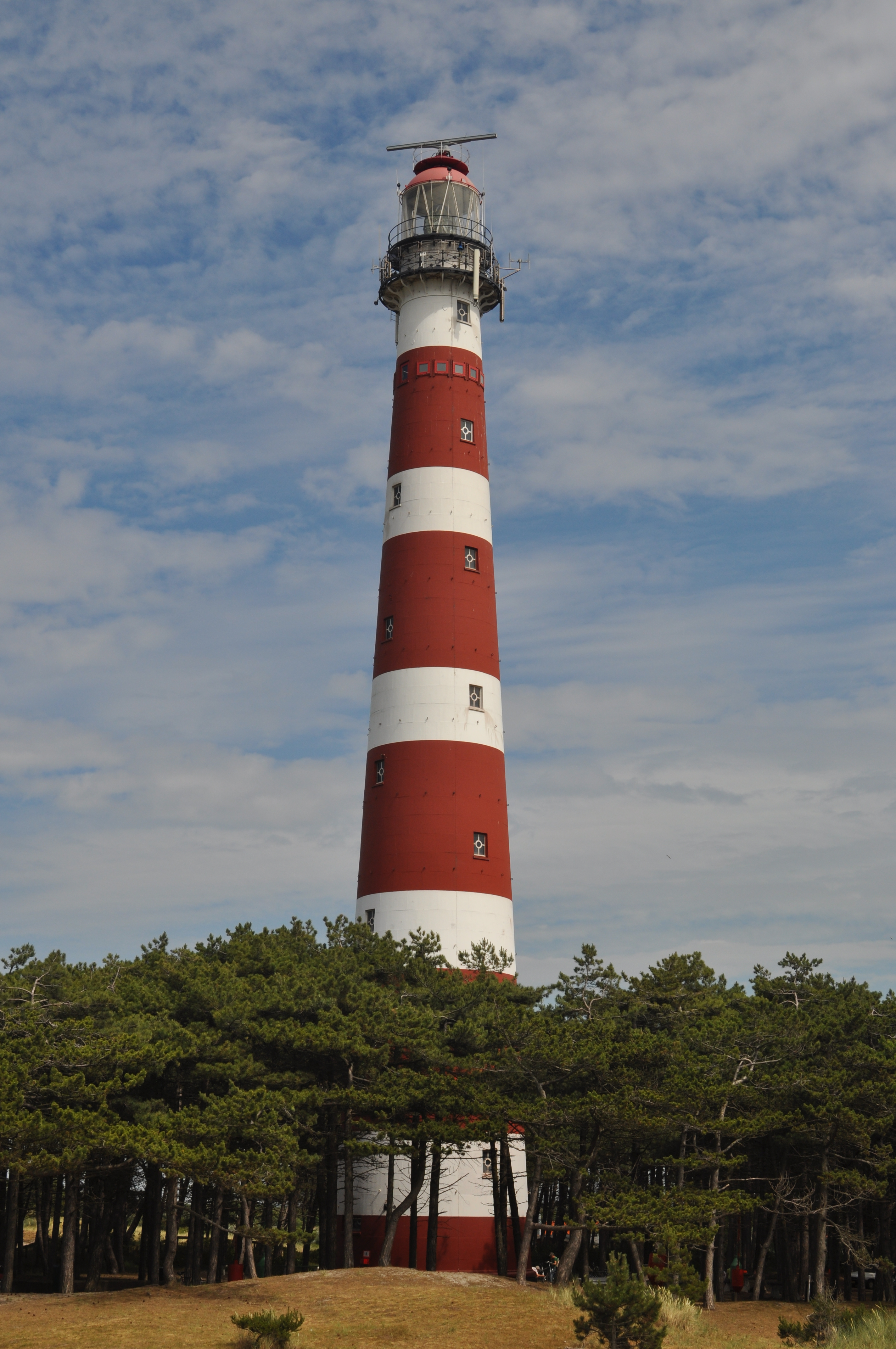
Bornrif
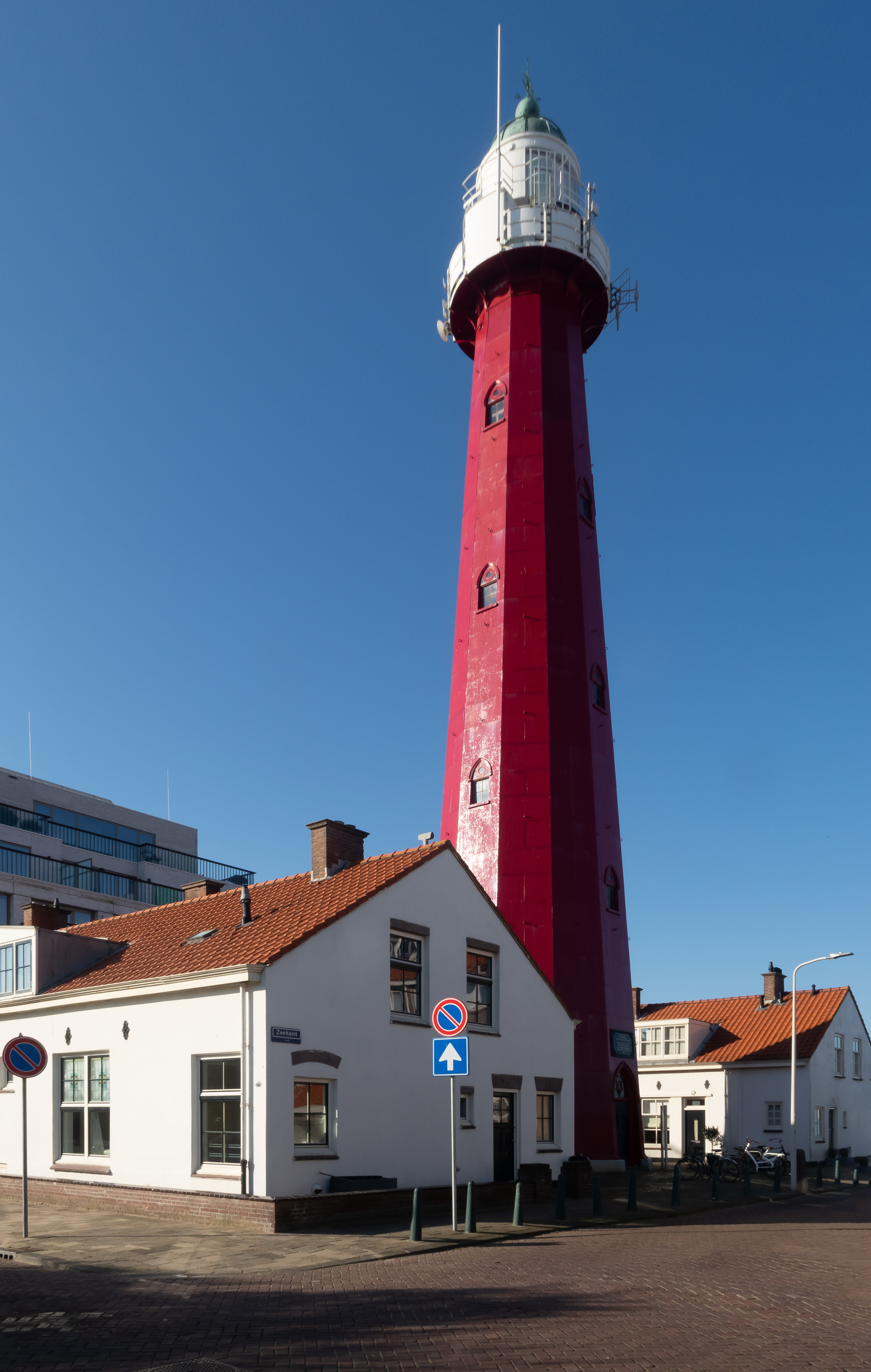
Leuchtturm Scheveningen
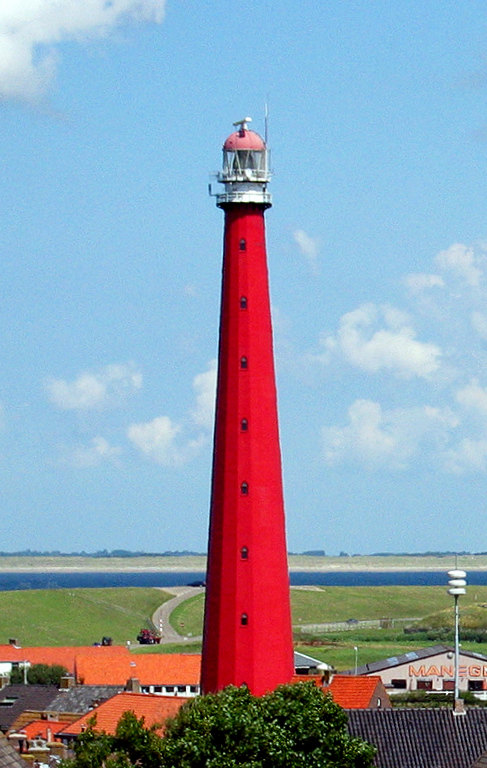
Lange Jaap Den Helder